# Nachtschicht – Blutige Stadt
Nachtschicht – Blutige Stadt ist ein deutscher Spielfilm von Lars Becker aus dem Jahr 2008. Der sechste Teil der ZDF-Kriminalfilmreihe Nachtschicht wurde am 1. Oktober 2008 beim Filmfest Hamburg uraufgeführt und am 26. Januar 2009 erstmals im ZDF ausgestrahlt.

## Handlung
In diesem sechsten Teil ermitteln Brenner, Hu und Erichsen im Drogenmilieu; ein anonymer Anrufer kündigt Morde an Drogendealern an.
Der Film beginnt mit der Beisetzung des Kollegen Schrader, der im letzten Film während eines Einsatzes erschossen wurde. Während der Beisetzung gerät Erichsen mit Revierleiter Neumann aneinander, der sich abfällig gegen Schrader äußert.
Als am Abend ein Anrufer, der sich selbst „Q“ nennt, einen Reisebürobesitzer hinrichtet und dabei impliziert, dass dieser nur das erste Opfer eines Drogenrings ist, verfolgt der KDD die Spur, die in Neumanns Revier führt. Nachdem Neumanns Kollege Butscher als nächstes Opfer von „Q“ ausgewählt und ermordet wird und sich Neumann in angeblicher Ahnungslosigkeit zu dem Tatmotiv wiegt, ist Erichsen davon überzeugt, dass hier einiges faul ist. So stellt sich im Laufe der Ermittlungen heraus, dass Neumann korrupt ist und gemeinsam mit Butscher den Verkauf der neuen Modedroge „Q“ ermöglicht hatte. Auch das erste Mordopfer, dessen Angestellte und der Niederländer Rudi Kaspar waren am Vertrieb der illegalen Droge beteiligt. Der anonyme Anrufer, bei dem es sich um den Notarzt Dr. Tomalla handelt, ist auf einem persönlichen Rachezug, da seine Tochter sich seit der Einnahme von „Q“ im Koma befindet.
Nachdem Tomalla's Mordversuch an Kaspar und Neumann scheitert, wird er von den beiden verfolgt und umgebracht. Um seine Fährte zu verwischen, ermordet Kaspar anschließend auch Neumann. Zum Ende der Nachtschicht kommt es zwischen den Ermittlern, Kaspar und Neumanns Ehefrau, die ihren Gatten rächen will, zum Showdown. Ramona Neumann ist fest entschlossen, Kaspar zu erschießen, kann aber dank Erichsen davon abgehalten, sodass Kaspar festgenommen werden kann.

## Hintergrund
Lars Becker zeichnete wieder für Buch und Regie verantwortlich. Die Dreharbeiten fanden vom 13. November bis zum 18. Dezember 2007 in Hamburg statt.

## Kritik
„Die sechste Folge der insgesamt solide konzipierten (Fernseh-)Krimireihe überzeugt vor allem, weil sie stimmig leichte Veränderungen in Tonfall und Rhythmus vornimmt; nicht ganz so viel schnoddriges Geplänkel, einige Witzchen weniger und die stärkere Konzentration auf die Figuren geben dem Film durchaus Tiefe.“

„Die […] Folge macht mal wieder richtig Laune. Große Psychologisierereien sucht man hier vergeblich. Dafür gibt’s flottes Tempo, kurioses Personal und eine comichafte „Auf die Fresse“-Attitüde. Den Schauspielern merkt man an, wie viel Spaß ihnen das Ganze macht. Schnell und krawallig - Nachtschicht eben!“